# Hans Kneifel
Hans Kneifel, född 11 juli 1936 i Gliwice i nuvarande Polen, död 7 mars 2012 i München, var en tysk författare som skrev böckerna som filmatiserades och visades i en science fiction-TV-serie som i Sverige kallades Rymdpatrullen (i Tyskland och engelskspråkiga länder Raumpatrouille Orion).

## Böcker översatta till svenska
- Hotet från rymden, 1973
- Planet ur kurs, 1973
- Robotarnas uppror, 1973
- Dödsstrålen, 1973
- Striden om solen, 1974
- Rymdkaparna, 1974
- Invasion utifrån, 1974
- Jorden i fara, 1974
- Planet 905 svarar inte, 1975
- Farornas planet, 1975
- Nödlarm från rymden, 1976
- Jorden hotad! 1976